# Bechtel
Bechtel Corporation este cea mai mare companie de construcții și inginerie din Statele Unite ale Americii și a noua cea mai mare din lume în 2012.

## Istoric

### Începutul anilor 1900
Bechtel a funcționat întotdeauna ca o companie de familie. Fondatorul ei, Warren A. Bechtel, și-a început cariera ca angajat în înfloritoarea industrie a căilor ferate americane în 1898, după ce ferma sa de vite din Oklahoma a dat faliment. În următorii 20 de ani el a construit o afacere considerabilă care s-a specializat în construcția de autostrăzi și căi ferate. Unul dintre primele contracte importante încheiate de Bechtel a fost clasificare depozitului din Oroville, California pentru Căile Ferate de Vest (Western Pacific Railroad), aflată de atunci în construcție.
În 1919 Warren Bechtel și partenerii săi (inclusiv fratele său Arthur) au construit autostrada Klamath din California, iar în 1921 partenerii lui Bechtel au câștigat un contract pentru construcția unor tuneluri de apă pentru uzina hidroelectrică Caribou tot din California. În 1925 fiii lui Bechtel, Warren Jr., Stephen și Ken s-au alăturat afacerii și au încorporat W.A. Bechtel Company. În 1926 noua companie a câștigat primul ei contract important, barajul de pe lacul Bowman din California.

### Anii 1930
În 1928 Congresul american a adoptat Boulder Canyon Project Act, actul care a mandatat construirea unui baraj hidroelectric pe fluviul Colorado. Planul a fost numit „Barajul Stâncos” („Boulder Dam”), dar după unele controverse și-a câștigat numele de „Barajul Hoover” („Hoover Dam”, în onoarea președintelui Herbert Hoover). Construcția a implicat cel mai mare proiect de inginerie civilă întreprins vreodată atunci.
Warren A. Bechtel a murit brusc în timp ce călătorea în străinătate în 1933, în mijlocul a proiectului barajului Hoover. Fiul lui Warren A. Bechtel, Jr. a preluat funcția de președinte al companiei, fiind urmat de fratele său Stephen.
După construirea barajului reputația companiei a crescut considerabil. Cu toate acestea, Stephen Bechtel a vrut ca ea să devină mai mult decât o firmă de construcții, așa că W.A. Bechtel Company a început să realizeze proiecte de inginerie și contracte de petrol mai complexe.
Între anii 1933 și 1936 Bechtel a ajutat la construirea a 7 km din San Francisco-Oakland Bay Bridge. În 1937 Bechtel și-a unit forțele cu firma de inginerie a lui John A. McCone pentru a forma o companie mixtă numită Bechtel-McCone Company.

## Filiale și companii mixte
- Aguas del Tunari
- Airport Group International Holdings, LLC
- Alterra Partners
- Alliance Bechtel-Linde
- Alterra Partners (Regatul Unit)
- Amey inc (conducte tubulare)
- Arabian Bechtel Corporation
- Bantrel Co. (Calgary)
- BCN Data Systems (Regatul Unit)
- Bechtel Babcock and Wilcox Idaho, LLC
- Bechtel Bettis, Inc.
- Bechtel Canada, Inc.
- Bechtel Capital Partners LLC
- Bechtel China, Inc.
- Bechtel CITIC Engineering, Inc. (China)
- Bechtel COSAPI (Peru)
- Bechtel Constructors Corporation
- Bechtel Enterprises Holdings, Inc. (BEn)
- Bechtel Financing Services, LLC
- Power Generation Engineering and Services Co. (PGESCo) (Egipt)
- Bechtel Great Britain Ltd. (UK)
- Bechtel Infrastructure Corporation (BINFRA)
- Bechtel Jacobs Company LLC
- Bechtel Hanford Inc.
- Bechtel Marine Propulsion Corporation
- Bechtel McCone Parsons Corporation
- Bechtel Metodo Telecomunicacoes Ltda. (BMT) (Brazilia)
- Bechtel National Inc.
- Bechtel Nevada Corporation
- Bechtel Northern Corporation
- Bechtel Overseas Corporation
- Bechtel/Parsons Brinkerhoff (companie mixtă)
- Bechtel Petroleum, Inc. (SUA)
- Bechtel Plant Machinery, Inc.
- Bechtel Power Corp. (SUA)
- Bechtel SAIC LLC
- Bechtel Savannah River, Inc.
- Bechtel-Sigdo Koppers (companie mixtă din Chile)
- Bechtel-Technip (companie mixtă)
- Becon Construction Company, Inc.
- BPR-Bechtel
- Bechtel Telecommunications
- Cimtas Pipe Fab. & Trading Ltd. Co., companie mixtă cu ENKA (Turcia)
- Cliffwood-Blue Moon Joint Venture, Inc.
- Colstrip Energy LP
- Dabhol Power Company (DBC), companie mixtă cu General Electric și Enron (India)
- Dual Drilling Company
- Eastern Bechtel Co. Ltd.
- EnergyWorks LLC
- The Fremont Group
- Incepta Group PLC
- InterGen (companie mixtă cu Royal Dutch Shell)
- International Water
- IPSI LLC
- Knolls Atomic Power Laboratory
- Kwajalein Range Services LLC
- Lawrence Livermore National Security LLC
- Lectrix
- Lima Airport Partners
- Los Alamos National Security, LLC
- Marathon Oil Equatorial Guinea LNG
- NetCon Thailand (companie mixtă cu Lucent)
- PSG International (parteneriat cu General Electric)
- Saudi Arabian Bechtel Company (Arabia Saudită)
- Sequoia Ventures, Inc.
- Spruce Limited Partnership
- United Infrastructure Company (Chicago) (înainte ca Bechtel să cumpere acțiunile partenerului său în 1998)
- Technology Ventures Group
- USGen Power Services, LP
- Welded Construction, LP (construcții de conducte de-a lungul Statelor Unite)

## Proiecte importante
- Barajul Hoover finalizat în 1936[3]
- Sistemul de conducte Trans-Alaska finalizat în 1977[4]
- Barajul hidroelectric Bekme din Turcia finalizat în 1991[5]
- Uzinele petrochimice din Irak finalizate în 1991[6]
- Prima etapă a Proiectului Energetic Dabhol finalizată în 1992[7]
- Reconstrucția Kuwaitului după Războiul din Golf finalizată în 1993[8]
- Tunelul Canalului Mânecii finalizat în 1994[9]
- Aeroportul internațional din Hong Kong finalizat în 1998[10]
- Extinderea câmpului petrolier Tengiz din Kazakhstan finalizată în 1999[11]
- Instalația de eliminare a armelor chimice din Anniston, Alabama finalizată în 2001[12]
- Trei centrale de gaze naturale din Turcia finalizate în 2002[13]
- Depozitul de materiale fisionabile din Mayak, Ozersk, Rusia finalizat în 2002[14]
- Proiectul energetic Araucária din Brazilia fnalizat în 2003[15]
- Extinderea Aeroportului Internațional Jorge Chávez din Lima, Peru finalizată în 2005[16]
- Big Dig finalizat în 2007[17]
- Reconstrucția mai multor secțiuni ale autostrăzii dintre Zagreb și Split finalizată 2008[18]
- Uzina de arme nucleare și depozitul de uraniu îmbogățit Y-12 din Oak Ridge, Tennessee finalizată în 2009[19]
- Autostrada Rrëshen-Kalimash din Albania finalizată în 2010[20]
- Noul terminal al Aeroportul Internațional din Muscat este așteaptat să fie finalizat în 2014 2014[21]
- Extinderea metroului din Washington D.C. este așteptată să fie finalizată în 2016[22]
- Aeroportul Internațional Hamad din Doha, Qatar este așteaptat să fie complet operațional în 2020[23]